# سي كيو (نداء)
سي كيو أو سيكيو (بالإنجليزية: CQ)‏ هو عبارة عن كود يستعمله هواة الراديو للنداء بشكل عام على تردد معين، حيث يستطيع أي شخص موجود على نفس التردد أن يجيب، ويمكن استخدام رمز النداء سي كيو إما عبر صوت المنادي أو عبر تشفير مورس
(— · — · — — · —)